# Џон Ландау
Џон Ландау (енгл. Jon Landau; Њујорк, 23. јул 1960 — Лос Анђелес, 5. јул 2024) био је амерички филмски продуцент, познат по продукцији филма Титаник (1997), који му је донео Оскара и зарадио 2,19 милијарди долара, као и филма Аватар (2009), који је зарадио 2,8 милијарди долара. Од 2021. године, ово су први и трећи филмови са највећом зарадом свих времена, а раније су заузимали прво и друго место.

## Детињство и младост
Ландау је син Еди, продуценткиње, и Елија А. Ландауа, извршног директора и продуцента студија. Похађао је Универзитет Јужне Калифорније. Његова породица је јеврејског порекла.

## Филмографија
| Продуцент - Кампус Ман (1987) - Титаник (1997) - Соларис (2002) - Аватар (2009) - Алита: Борбени анђео (2019) - Аватар: Пут воде (2022) - Аватар 3 (2024) | Копродуцент - Драга, смањио сам децу (1989) - Дик Трејси (1990) |  |